# 6849 Doloreshuerta
6849 Doloreshuerta eller 1979 MX6 är en asteroid i huvudbältet som upptäcktes den 25 juni 1979 av de båda amerikanska astronomerna Eleanor F. Helin och Schelte J. Bus vid Siding Spring-observatoriet. Den är uppkallad efter  människorättsaktivisten Dolores Huerta.
Asteroiden har en diameter på ungefär 4 kilometer och den tillhör asteroidgruppen Vesta.